# Marie Martinod
Marie Martinod, née le 20 juillet 1984 à Bourg-Saint-Maurice, est une skieuse acrobatique française spécialiste du half-pipe, médaillée d'argent olympique à Sotchi en 2014 et à Pyeongchang en 2018, victorieuse aux X-Games à Aspen en 2017, et deux fois gagnante de la coupe du monde de la spécialité, en 2003-2004 et en 2016-2017. Marie Martinod prend sa retraite sportive à l'issue de la saison 2017-2018.

## Carrière

### Carrière sportive
Marie Martinod pratique le ski depuis l'âge de 2 ans et demi. Enthousiasmée par les épreuves de ski acrobatique aux Jeux olympiques d'Albertville 1992, elle intègre le Club des Sports de La Plagne dès 1993. Ses débuts en coupe du monde sont marqués par une victoire aux trois manches auxquelles elle participe en 2003-2004, à Saas-Fee, aux Contamines et Bardonnèche. En 2006, la freestyleuse obtient la médaille de bronze au SuperPipe des X-Games d'hiver d'Aspen. Elle arrête alors la compétition à 22 ans, en 2007, pour se consacrer à sa famille. Elle devient mère de famille et patronne de bar à La Plagne.
Après l'annonce de l'entrée de l'épreuve de l'half-pipe au programme des Jeux olympiques lors de l'édition de 2014 à Sotchi, elle se laisse convaincre par Sarah Burke de renouer avec la compétition. Elle rechausse les skis, remportant un titre de championne de France en 2012. Sept ans après avoir quitté le circuit, elle remporte en 2013 la médaille d'or des Winter X Games Europe à Tignes,. Elle termine cinquième des mondiaux 2013, remportés par la Suissesse Virginie Faivre et la Française Anaïs Caradeux, réalisant lors de son premier passage avant de chuter lors du deuxième.
En 2014, elle remporte la médaille d'argent lors de la toute première épreuve olympique de l'histoire du half-pipe lors des Jeux olympiques de Sotchi, devancée par Maddie Bowman.
Ne cachant pas sa motivation pour les Jeux olympiques de Pyeongchang 2018, Marie Martinod - désormais doyenne de la compétition - poursuit sa carrière. Pour cette nouvelle saison, elle décide de privilégier les Winter X Games d'Aspen aux mondiaux de Kreischberg, les deux compétitions se déroulant aux mêmes dates. Elle termine septième d'une compétition remportée par Maddie Bowman. Lors de la saison suivante, elle n'est que remplaçante pour ces mêmes Winter X Games d'Aspen. Marie Martinod termine à la quatrième place des Winter X Games Europe disputés à Oslo. Elle signe une belle fin de saison avec deux médailles de bronze en coupe du monde : le 5 février à Park City et le 10 mars à Tignes. À l'été 2016, ses deux principaux partenaires annoncent qu'ils se séparent de la championne. Elle est ensuite équipée par le fabricant chartrousin La Fabrique du Ski et soutenue par une enseigne de grande distribution locale. Elle survole la saison suivante; elle remporte trois victoires lors de la coupe du monde 2016-2017, ce qui lui vaut de remporter son deuxième globe de Cristal avec 360 points au classement général, treize ans après son premier titre. Elle obtient également un titre de vice-championne du monde à Sierra Nevada derrière la Japonaise Ayana Onozuka et sa deuxième médaille d'or aux X Games, le 27 janvier 2017 à Aspen.
Lors de la coupe du monde 2017-2018, elle termine troisième de la première course de la saison remportée par la Canadienne Cassie Sharpe à Cardrona, puis s'impose lors de la deuxième course, disputée à Copper Mountain. Elle est également deuxième sur le circuit Dew Tour en décembre, également derrière Cassie Sharpe. En janvier 2018, elle termine à la quatrième place des Winter X Games remportés par Maddie Bowman.
En février 2018, elle remporte une nouvelle fois la médaille d'argent du half-pipe lors des Jeux olympiques, devancée par Cassie Sharpe. Les deux sportives, déjà en tête après le premier run avec respectivement 92,20 et 94,40 points, améliorent leur score, passant respectivement à 92,60 et 95,80 points. Elle termine ensuite sa carrière sportive en terminant deuxième, son treizième podium en coupe du monde, lors des finales de coupe du monde derrière la Canadienne Cassie Sharpe.

### Carrière dans l'audiovisuel
Le 9 mai 2017, Marie Martinod intègre la Dream Team Sport de la radio RMC. Elle est également commentatrice des coupes du monde de freestyle à la télévision pour la chaîne L'Équipe depuis la saison 2018-2019.
Depuis le 6 février 2022 elle intègre l'équipe de France Télévisions en tant que commentatrice pour les JO d'hiver 2022 à Pékin.

## Palmarès

### Jeux olympiques
| Épreuve / Édition   | Half-pipe |
| JO 2014 Sotchi      | Argent    |
| JO 2018 Pyeongchang | Argent    |

### Championnats du monde
| Épreuve / Édition            | Half-pipe |
| Mondiaux 2013 Voss-Myrkdalen | 5e        |
| Mondiaux 2017 Sierra Nevada  | Argent    |

### Coupe du monde
- Meilleur classement général : 2e en 2004.
- 2 petits globes de cristal :
  - Vainqueur du classement half-pipe en 2004 et 2017.
- 13 podiums dont 7 victoires (Saas-Fee, Les Contamines, Bardonnèche, Copper Mountain ×2, Mammoth Mountain et Bokwang).

#### Différents classements en coupe du monde
| Année/Classement | Général | Général | Half-pipe | Half-pipe |
| ---------------- | ------- | ------- | --------- | --------- |
| Année/Classement | Class.  | Points  | Class.    | Points    |
| 2004             | 2e      | 100     | 1re       | 300       |
| 2013             | 68e     | 19      | 13e       | 94        |
| 2014             | 65e     | 18      | 12e       | 92        |
| 2015             | 43e     | 21      | 6e        | 105       |
| 2016             | 44e     | 31,2    | 6e        | 156       |
| 2017             | 4e      | 72,00   | 1re       | 360       |
| 2018             | 19e     | 40,17   | 5e        | 241       |

### Winter X Games
- : Médaille d'or d'HalfPipe de Tignes en 2013
- : Médaille d'or d'HalfPipe d'Aspen en 2017[16]
- : Médaille de bronze du d'HalfPipe d'Aspen en 2014
- : Médaille de bronze d'HalfPipe d'Aspen en 2006

### Championnats de France
Championne de France de halfpipe en 2012

## Décorations
- Chevalier de l'Ordre national du Mérite en 2014[26]